# Brandgavel

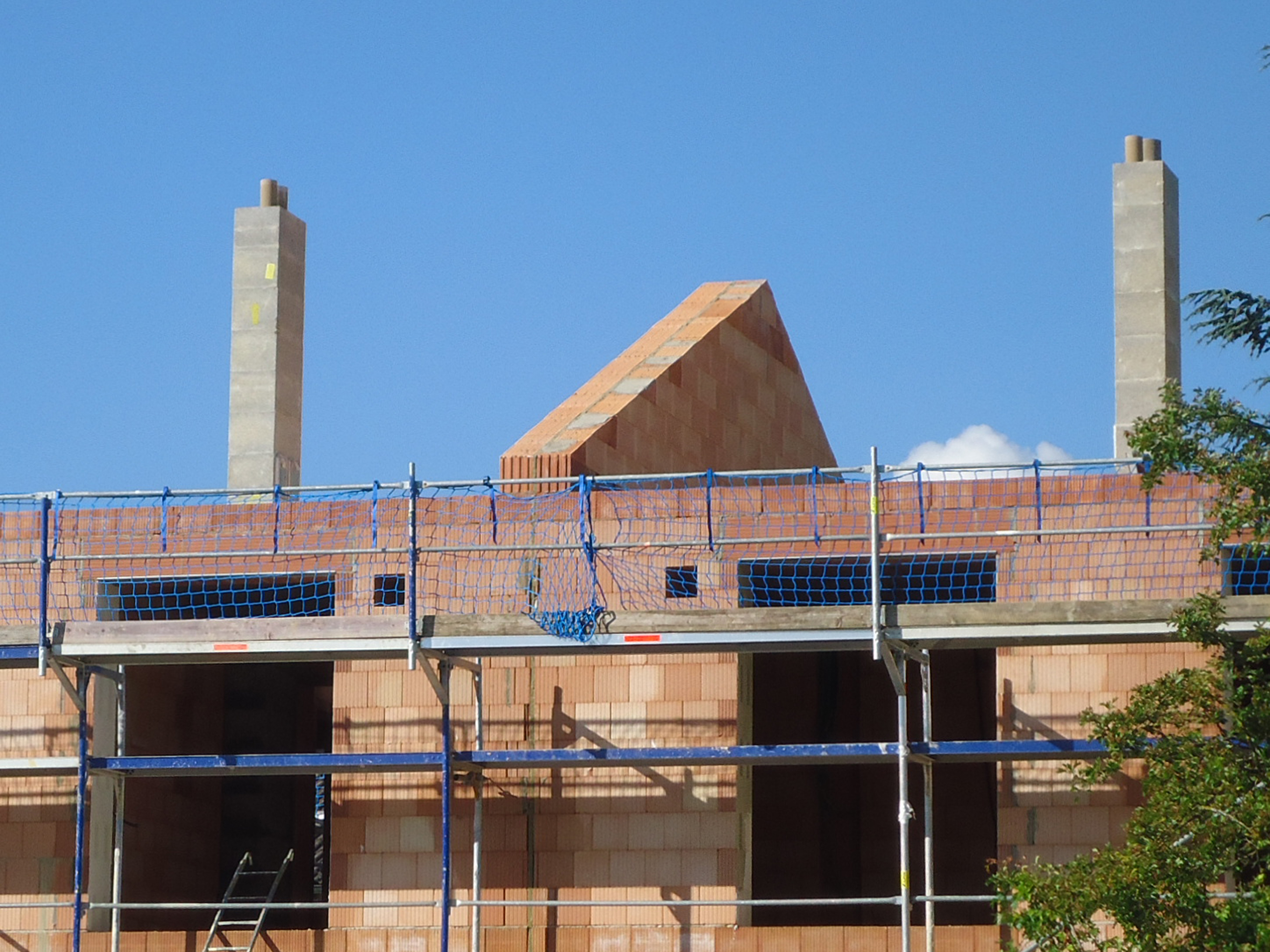
Uppförande av brandmur

Brandgavel eller brandmur är en yttervägg eller gavel i en byggnad som i avsikt att förhindra spridandet av en brand till eller från grannfastigheten saknar fönster och dörröppningar.
Brandgavlar uppförs vanligen också i tegel eller sten även i byggnader som annars är av trä. 
Brandvägg är den byggnadsteknisk termen om väggar av brandtåligt material, ofta sten, som kan stå emot mekanisk påverkan och bibehålla bärförmågan under en längre tid av brand.